# Europawahl in Slowenien 2019
Die Europawahl in Slowenien 2019 fand am 26. Mai 2019 statt. Sie wurde im Rahmen der EU-weiten Europawahl 2019 durchgeführt. Es war die vierte Wahl zum Europäischen Parlament seit dem Beitritt Sloweniens zur EU.
In Slowenien wurden 8 Mandate vergeben. Es gab für Parteien keine explizite Sperrklausel.

## Parteien
- S&D: 2
- ALDE: 2
- EVP: 4

Folgende Parteien waren vor der Wahl im Europäischen Parlament oder in der Staatsversammlung vertreten:
| Partei                                              | Europapartei | Sitze EP | Sitze DZ |
| --------------------------------------------------- | ------------ | -------- | -------- |
| Slowenische Demokratische Partei (SDS)              | EVP          | 3        | 25       |
| Liste Marjan Šarec (LMŠ)                            | ALDE         | –        | 13       |
| Sozialdemokraten (SD)                               | SPE          | 1        | 10       |
| Partei des modernen Zentrums (SMC)                  | ALDE         | –        | 9        |
| Linke (L)                                           | EL           | –        | 9        |
| Neues Slowenien (NSi)                               | EVP          | 1        | 7        |
| Partei von Alenka Bratušek (SAB)                    | ALDE         | –        | 5        |
| Demokratische Pensionistenpartei Sloweniens (DeSUS) | EDP          | 1        | 5        |
| Slowenische Nationale Partei (SNS)                  | (AEMN) *     | –        | 4        |
| Slowenische Volkspartei (SLS)                       | EVP          | 1        | –        |
| Verjamem                                            | –            | 1        | –        |

## Umfragen
| Datum      | Institut | SDS–SLS | LMŠ   | SD   | SMC  | SAB  | Levica | NSi  | DeSUS | SNS  | Sonstige |
| ---------- | -------- | ------- | ----- | ---- | ---- | ---- | ------ | ---- | ----- | ---- | -------- |
| 15.05.2019 | Delo     | 12,2    | 10,7  | 11,1 | 1,2  | 2,6  | 6,4    | 7,3  | 3,5   | 8,1  | 36,9 1   |
| 26.04.2019 | PopTV    | 12,3    | 10,1  | 12,2 | 2,4  | 3,1  | 5,9    | 6,4  | 3,3   | 7,2  | 37,1 1   |
| 11.04.2019 | Dnevnik  | 15,7    | 16,5  | 16,5 | 1,0  | 4,2  | 7,0    | 8,3  | 8,2   | 1,0  | 21,6 1   |
| 11.04.2019 | Delo     | 16,8    | 9,7   | 11,5 | 1,8  | 2,7  | 8,3    | 6,5  | 4,6   | 6,5  | 31,6 1   |
| 29.03.2019 | Politico | 21,89   | 31,42 | 10,2 | 0,63 | 2,47 | 9,04   | 9,34 | 4,0   | 3,15 | 7,86     |

## Ergebnis
| Listen                           | Listen                                                                      | Stimmen   | %    | +/-   | Mandate | +/- |
| -------------------------------- | --------------------------------------------------------------------------- | --------- | ---- | ----- | ------- | --- |
|                                  | Slowenische Demokratische Partei und Slowenische Volkspartei (SDS in SLS) 1 | 126.534   | 26,2 | N/A   | 3       | –1  |
|                                  | Sozialdemokraten (SD)                                                       | 89.936    | 18,7 | +10,6 | 2       | +1  |
|                                  | Liste Marjan Šarec (LMŠ)                                                    | 74.431    | 15,4 | Neu   | 2       | Neu |
|                                  | Neues Slowenien (NSi) 1                                                     | 53.621    | 11,1 | N/A   | 1       | ±0  |
|                                  | Linke (L)                                                                   | 30.983    | 6,4  | +0,9  | –       | ±0  |
|                                  | Demokratische Pensionistenpartei Sloweniens (DeSUS)                         | 27.329    | 5,7  | −2,5  | –       | −1  |
|                                  | Stranka Alenke Bratušek                                                     | 19.369    | 4,0  | Neu   | –       | Neu |
|                                  | Slowenische Nationale Partei (SNS)                                          | 19.347    | 4,0  | ±0    | –       | ±0  |
|                                  | Zeleni Slovenije (ZS)                                                       | 10.706    | 2,2  | +1,4  | –       | ±0  |
|                                  | DOM - Domovinska liga                                                       | 8.184     | 1,7  | Neu   | –       | Neu |
|                                  | Povežimo se                                                                 | 7.980     | 1,7  | Neu   | –       | Neu |
|                                  | Stranka modernega centra (SMC)                                              | 7.823     | 1,6  | Neu   | –       | Neu |
|                                  | Gibanje Zedinjena Slovenija (ZSi)                                           | 3.288     | 0,7  | Neu   | –       | Neu |
|                                  | Dobra država (DD)                                                           | 2.544     | 0,5  | Neu   | –       | Neu |
| Gesamt                           | Gesamt                                                                      | 482.075   | 100  |       | 8       | –   |
|                                  |                                                                             |           |      |       |         |     |
| Ungültige Stimmen                | Ungültige Stimmen                                                           | 10.382    | 2,1  | –2,1  |         |     |
| Wähler                           | Wähler                                                                      | 492.457   | 28,9 | +4,4  |         |     |
| Wahlberechtigte                  | Wahlberechtigte                                                             | 1.704.866 |      |       |         |     |
|                                  |                                                                             |           |      |       |         |     |
| Quelle: Državna volilna komisija |                                                                             |           |      |       |         |     |

## Fraktionen im Europäischen Parlament

### Nach Parteien
| Liste/Partei                   | Liste/Partei       | Liste/Partei            | Liste/Partei                     | Mandate | Fraktion |
| ------------------------------ | ------------------ | ----------------------- | -------------------------------- | ------- | -------- |
|                                | SDS und SLS        |                         | Slowenische Demokratische Partei | 2 / 8   | EVP      |
|                                | SDS und SLS        | Slowenische Volkspartei | 1 / 8                            | EVP     |          |
|                                | Socialni demokrati | Socialni demokrati      | Socialni demokrati               | 2 / 8   | S&D      |
|                                | Liste Marjan Šarec | Liste Marjan Šarec      | Liste Marjan Šarec               | 2 / 8   | RE       |
|                                | Neues Slowenien    | Neues Slowenien         | Neues Slowenien                  | 1 / 8   | EVP      |
|                                |                    |                         |                                  |         |          |
| Quelle: Europäisches Parlament |                    |                         |                                  |         |          |

### Nach Fraktionen
| Partei | Partei                                                     | Sitze  | Sitze | Sitze   |
| Partei | Partei                                                     | Anzahl | +/−   | %       |
| ------ | ---------------------------------------------------------- | ------ | ----- | ------- |
|        | Europäische Volkspartei (EVP)                              | 4      | –1    | 50,00 % |
|        | Progressiven Allianz der Sozialdemokraten (S&D)            | 2      | +1    | 25,00 % |
|        | Renew Europe (RE)                                          | 2      | +2    | 25,00 % |
|        | Die Grünen/Europäische Freie Allianz (Grüne/EFA)           | 0      | –1    | —       |
|        | Europäische Konservative und Reformer (EKR)                | 0      | ±0    | —       |
|        | Vereinte Europäische Linke/Nordische Grüne Linke (GUE/NGL) | 0      | ±0    | —       |
|        | Identität und Demokratie (ID)                              | 0      | neu   | —       |
|        | fraktionslos                                               | 0      | –1    | —       |
| Gesamt | Gesamt                                                     | 8      | —     | 100,0   |